# Diego Morcillo Rubio de Auñón
Diego Morcillo Rubio de Auñón, também conhecido como Diego Morcillo Rubio de Suñón de Robledo, (Villarrobledo, Albacete, Espanha, 3 de janeiro de 1642 - Lima, Peru, 12 de março de 1730) foi um bispo espanhol no Peru e duas vezes vice-rei da colônia, de 15 de agosto de 1716 a 5 de outubro de 1716 (ad interim) e de 26 de janeiro de 1720 a 14 de maio de 1724.

## Biografia
Filho de Alonso Morcillo e María Manzano. Ainda jovem ingressou na Ordem da Santíssima Trindade, em Madrid, onde serviu como provincial. Estudou teologia na Universidade de Alcalá. Mais tarde o rei Carlos II o promoveu a pregador do Rei e teólogo da Junta da Imaculada Conceição; também foi nomeado qualificador no Conselho Supremo da Inquisição e teólogo consultor do núncio de Sua Santidade em Madrid.
Em 21 de novembro de 1701, no pontificado do Papa Clemente XI, foi nomeado bispo de León, na Nicarágua. Ordenado bispo em 1703, tendo Dom Juan de Argüelles, OSA, bispo do Panamá, como consagrante principal. Antes de assumir, foi transferido em 14 de maio de 1708 para a sé de La Paz. Foi nomeado arcebispo de La Plata ou Charcas, em 21 de março de 1714 e, finalmente, arcebispo de Lima, nomeado pelo Papa Inocêncio XIII, em 12 de maio de 1723.
Em 1716, quando era arcebispo de Charcas, o rei Filipe V o nomeou vice-rei interino do Peru. Em 15 de agosto, ele entrou em Lima e substituiu Mateo de la Mata Ponce de León, presidente da Real Audiência. Mateo de la Mata serviu como interino desde a deposição do vice-rei Diego Ladrón de Guevara, ocorrida em 2 de março de 1716. Morcillo ocupou este cargo até 5 de outubro de 1716, quando a posição foi ocupada por Carmine Nicolao Caracciolo, Príncipe de Santo Buono, o sucessor oficial de Ladrón de Guevara. Morcillo, em seguida, retornou a suas funções eclesiásticas como arcebispo de Charcas.
Ao final do mandato de Caracciolo, Morcillo, mais uma vez, se tornou vice-rei, desta vez permanentemente. Ele entrou em Lima e assumiu o cargo em 26 de janeiro de 1720. Com a morte do arcebispo de Lima, Francisco Solano, ele também ocupou esse cargo. Assumiu a sé de Lima em 18 de dezembro de 1723.
Entre suas realizações políticas estão o aumento das receitas reais da colônia, a expulsão dos piratas ingleses da costa e a revolta dos índios araucanos.
Durante esse período, o Papa Bento XIII canonizou dois santos peruanos, Toríbio de Mongrovejo e São Francisco Solano. Morcillo doou grandes somas de dinheiro para a Ordem da Trindade, a fim de promover a construção de hospitais e escolas, e um convento da Ordem dos Carmelitas Descalços em sua cidade natal.
Ele é autor de um livro chamado Clamores de la obligación. Deixou a função de vice-rei em maio de 1724, após incidentes graves no Paraguai. Ele morreu em Lima, em 1730, e foi sepultado na cripta da catedral.